# Tramlijn 51 (Brussel)
De Brusselse tramlijn 51 uitgebaat door de MIVB verbindt sinds 2023 de halte Stadion in het uiterste noorden van Brussel met het Zuidstation. De kleur van deze lijn is donkergeel.

## Traject
Stadion - Stiénon - Polikliniek Brugmann - Brugmann-ziekenhuis - Guillaume De Greef - Kerkhof van Jette - Ontmijners - Woeste - Odon Warland - Belgica - Vanderstichelen - Jubelfeest - Ribaucourt - Sainctelette - IJzer - Marguerite Duras - Vlaamsepoort - Ninoofsepoort - Arts et Métiers - Anderlechtsepoort - Bodegem - Lemonnier - Zuidstation.

## Geschiedenis
Lijn 51 werd initieel in gebruik genomen op 30 juni 2008 voor het traject Heizel - Stilte. Dat tracé was de samenvoeging van het traject Heizel - Zuidstation dat voor 2008 werd gereden door lijn 81 en het traject Zuidstation - Stilte van lijn 55. Op 29 september 2008 werd het traject verlengd nadat de verlenging van de lijn ten zuiden van Stilte werd afgewerkt. De nieuwe zuidelijke eindhalte werd Van Haelen, gelegen op de grens van het Brusselse gewest. Met zijn 15,7 km was dit een van de langste tramlijnen in Brussel.
Van maandag 13 oktober 2008 tot juni 2009 was door werkzaamheden (nieuwe overkapping en de perrons herinrichten) het toenmalig noordelijk eindpunt Heizel tijdelijk niet toegankelijk voor de trams 23 en 51.
Op 10 maart 2014 werd het noordelijke eindpunt van de lijn verlegd naar de halte Stadion, waar ook lijn 93 zijn eindpunt heeft. Hierdoor wordt het Universitair Verplegingscentrum Brugmann beter bediend.
In 2021 werd tramlijn 9 verlengd naar de metrohalte Koning Boudewijn. Deze tramlijn komt aan halte Stadion samen met de huidige keerlus aan het einde van de lijn. Er werd een aansluiting voorzien zodat lijn 51 en lijn 93 in de toekomst ook Koning Boudewijn als eindhalte kunnen krijgen.
Op maandag 28 augustus 2023 werd tramlijn 51 ingekort tot het traject tussen Stadion en Zuidstation. Het traject tussen niveau -1 van het vernieuwde premetrostation Albert en Van Haelen wordt sindsdien gereden als tramlijn 18.

## Materieel
Deze tramlijn wordt door lagevloertrams van het type T3000 en nieuwe T3200 (of TNG) bediend, evenals door oudere 7900-reeks trams.